# Cycas canalis
Cycas canalis K.D. Hill, 1994 è una pianta appartenente alla famiglia delle Cycadaceae, endemica dell'Australia.

## Descrizione
È una cicade con fusto eretto, alto sino a 3(-5) m e con diametro di 7-14 cm.
Le foglie, pennate, lunghe 60-105 cm, sono disposte a corona all'apice del fusto e sono rette da un picciolo lungo 15-25 cm; ogni foglia è composta da 100-170 paia di foglioline lanceolate, con margine intero, lunghe mediamente 10-20,5 cm, di colore blu (con l'invecchiamento diventano verdi), inserite sul rachide con un angolo di 40-90°.
È una specie dioica con esemplari maschili che presentano microsporofilli disposti a formare strobili terminali di forma ovoidale, lunghi 15-22 cm e larghi 8-12 cm ed esemplari femminili con macrosporofilli che si trovano in gran numero nella parte sommitale del fusto, con l'aspetto di foglie pennate che racchiudono gli ovuli, in numero di 2-4.
I semi sono grossolanamente ovoidali, lunghi 34-40 mm, ricoperti da un tegumento di colore dall'arancio al marrone.

## Distribuzione e habitat
L'epiteto specifico canalis fa riferimento alla sua diffusione lungo la costa nord-est del Territorio del Nord, nella Riserva Channel Point; è inoltre presente da ovest di Dorisvale fino alla Riserva Douglas Daly.

Prospera su vari terreni ben drenati, prevalentemente su quelli lateritici con presenza di foreste.

## Conservazione
La IUCN Red List classifica C. canalis come specie a rischio minimo (Least Concern).

La specie è inserita nella Appendice II della Convention on International Trade of Endangered Species (CITES)